# Laikos Orthodoxos Synagermos
Der Laikós Orthódoxos Synagermós (griechisch Λαϊκός Ορθόδοξος Συναγερμός, deutsch ‚Völkischer Orthodoxer Alarm‘, auch ‚Orthodoxer Volksalarm‘, ‚Orthodoxe Volksbewegung‘ oder ‚Volksorthodoxe Sammlungsbewegung‘, kurz: griechisch ΛΑ.Ο.Σ. oder LA.O.S., mit Betonung auf dem „o“ wie λαός laós‚Volk‘) ist eine rechtspopulistische bis ultrarechte griechische Partei.

## Parteigründung
LA.O.S. wurde am 14. September 2000 vom ehemaligen Journalisten Georgios Karatzaferis gegründet. Karatzaferis wurde zuvor, nach einem Zerwürfnis mit Kostas Karamanlis, aus der konservativen Partei Nea Dimokratia ausgeschlossen.

## Programmatische Ausrichtung
Die Politik von LA.O.S. wird geprägt durch eine restriktive Immigrationspolitik, ethnischen Nationalismus, Globalisierungsfeindschaft und einen scharfen christlich-orthodoxen Wertkonservatismus. Der Politikwissenschaftler Richard Stöss bezeichnet sie zusätzlich als „extrem rechts“ und ordnet die LA.O.S. als „nationalistisch und neo-rassistisch, eher systemkritisch“ ein.
Außenpolitisch tritt die Partei für eine expansive Rüstungspolitik und einen harten Kurs gegenüber der Türkei, Mazedonien und Albanien ein. Sie setzt sich für eine weitere Stärkung der Beziehungen zu Russland und Serbien ein und verlangt einen sofortigen Abzug internationaler Truppen aus dem Kosovo.

### Selbstverständnis
Die Partei selbst versteht sich als absolut demokratische, „orthodox“ völkische, anthropozentrische, moderne und hellenozentrische Partei. Ferner erklärt sie offiziell, dass sie weder dogmatisch anti-amerikanisch noch dogmatisch anti-europäisch sowie weiter, dass sie keine nationalistische, keine rechtsextreme, keine rassistische und auch keine religiös fundamentalistische Partei sei.

### Kritik: Holocaust-Leugnung, Antisemitismus und Faschismus
In starkem Widerspruch zum offiziellen Selbstverständnis stehen die Positionen und Auftritte von hochrangigen Parteimitgliedern und dem Parteigründer Karatzaferis selbst, der bereits mehrfach durch antisemitische Hasstiraden auffiel. Beim Gründungskongress von LA.O.S im Jahr 2000 rief er auf, „für ein Parlament ohne Freimaurer, ohne Homosexuelle, ohne vom Zionismus Abhängige“ zu stimmen, und forderte den israelischen Botschafter in Griechenland dazu auf, mit ihm über „den Holocaust, den Auschwitz- und Dachau-Mythos“ zu debattieren. 2001 sagte er, „die Juden haben kein Recht, in Griechenland zu sprechen und die politische Welt zu provozieren. Ihre Unverschämtheit ist krass.“
Karatzaferis arbeitete auch mit dem Holocaust-Leugner bzw. -befürworter Konstantinos Plevris zusammen, dem ideologischen Vater der neonazistischen Partei Chrysi Avgi. Für LA.O.S. im Parlament saß ab 2007 dessen Sohn Athanasios Plevris, der sich von den Äußerungen seines Vaters zwar distanzierte, dessen Freispruch vor Gericht, bei dem er seinen Vater auch anwaltlich vertreten hatte, jedoch begeistert kommentierte, es habe sich eben erwiesen, dass in Griechenland Meinungsfreiheit herrscht.
Konstantinos Plevris kandidierte bei der Parlamentswahl im Juni 2012 für LA.O.S. Bei der Parlamentswahl 2009 kandidierten auch Makis Voridis und Adonis Georgiadis für LAOS. Voridis sagte 2003 der extrem rechten Zeitschrift Ellinikes Grammes zum Tagebuchs der Anne Frank und der nachweislich antisemitischen Fiktion Die Protokolle der Weisen von Zion, dass die Authentizität beider Werke von Historikern bewertet werden solle, was vielfach als implizite Anspielung auf rechtsextremes Gedankengut aufgefasst wurde. Als Jugendlicher war er in einer Studentengruppe aktiv, deren Anführen der damals im Gefängnis sitzende ehemalige Diktator Georgios Papadopoulos war. Seit 2011 Infrastrukturminister, wurde er am 10. Februar 2012 wegen seiner Unterstützung der Austeritätspakete aus der Partei ausgeschlossen und trat zur konservativen Nea Dimokratia über. Adonis Georgiadis, der als Buchhändler für Konstantinos Plevris' antisemitisches Buch „Die Juden – die ganze Wahrheit“ geworben, sich von dessen Inhalt jedoch ausdrücklich distanziert hatte, trat im Februar 2012 ebenfalls zur Nea Dimokratia über und wurde im Juni 2013 zum neuen Gesundheitsminister berufen. Athanasios Plevris trat im Mai 2012 zur Nea Dimokratia über und wurde 2014, nach dem Rücktritt eines Parteifreundes kurzzeitig Abgeordneter seiner Partei.

## Positionen
Die Grundideologie der Partei basiert auf der Theorie, dass es nach dem Niedergang des real-existierenden Sozialismus keine parteiprogrammatischen Aufteilungen in rechts, links oder Mitte mehr geben kann und darf. Diese Unterteilung ist nach Ansicht von LA.O.S. einer Haltung gewichen, bei der sich Parteien entweder für oder gegen die Globalisierung aussprechen. LA.O.S. ist entschieden gegen die Globalisierung. LA.O.S. vertritt die Position, dass die Griechen die althergebrachten Grenzen zwischen links, rechts und Mitte aufgeben sollten und sich auf ihre gemeinsamen Interessen konzentrieren sollten. So zeigten im Wahlkampf für die Parlamentswahlen 2007 Plakate der LA.O.S. Georgios Karatzaferis mit einem Boxhandschuh und der Aufforderung, alle Griechen müssten eine Faust werden. Des Weiteren gehört dazu die Ansicht, dass die Türkei weder geografisch noch kulturell zu Europa gehöre und somit ein EU-Beitritt der Türkei verhindert werden müsse.
Seit dem faktischen Zusammenschluss der Partei mit weiteren kleinen rechtsextremistischen Parteien wie der Elliniko Metopo (Hellenische Front) hat die Partei nicht nur ihre Position gestärkt, sondern auch eine Reihe von Funktionären in ihre Reihen aufgenommen, die sich in der Öffentlichkeit mehrfach stark rassistisch und antisemitisch geäußert haben. Als weiteres wichtiges Merkmal dieser Partei ist wegen der politisch starken griechischen Linken (KKE, SYRIZA) der Antikommunismus zu nennen.
Auf europäischer Ebene war LA.O.S. Teil der Ende 2008 aufgelösten Allianz der Unabhängigen Demokraten in Europa, eines europaskeptischen Parteibündnisses, das Teil der Europaparlamentsfraktion Unabhängigkeit und Demokratie war. Das einzige Europaparlamentsmitglied von LA.O.S., Georgios Georgiou, erklärte Anfang Februar 2009 seinen Übertritt zu der neu gegründeten Europapartei Libertas, die ebenfalls europaskeptisch ist und den Vertrag von Lissabon ablehnt. Sowohl die Allianz der Unabhängigen Demokraten als auch Libertas stellten jedoch ihre Tätigkeiten später ein.

## Wahlergebnisse
Bei der Parlamentswahl im September 2007 zog LA.O.S. mit 3,8 % und so mit zehn Abgeordneten in das Parlament ein, bei der Parlamentswahl im März 2004 war LA.O.S. an der Drei-Prozent-Hürde gescheitert (2,2 %), konnte aber bei den Europawahlen im Juni 2004 mit 4,2 % einen Abgeordneten ins Europäische Parlament entsenden. Nach den Europawahlen im Juni 2009 verfügt die Partei mit 7,13 % über zwei Abgeordnete im Europäischen Parlament. Bei der Parlamentswahl im Oktober 2009 hat die Partei ihr bestes Ergebnis mit 5,63 % und 15 Abgeordneten erreicht. Im August 2011 erhöhte sich die Fraktion um einen Abgeordneten, als der damalige ND-Abgeordnete Konstantinos Kiltidis zum LAOS übertrat.
Bei der Parlamentswahl im Mai 2012 fiel die Partei mit einem Ergebnis von 2,9 % unter die Dreiprozentgrenze zurück und verfehlte damit den Einzug ins griechische Parlament. Da diese Wahl keine regierungsfähige Mehrheit erbrachte, fanden am 17. Juni erneut Parlamentswahlen statt. Die Partei schaffte bei diesen Wahlen mit einem stark verschlechterten Ergebnis von 1,58 % erneut nicht den Einzug in das Parlament.

## Vorübergehende Regierungsbeteiligung
LA.O.S. beteiligte sich am 11. November 2011 an der Koalitionsregierung von Loukas Papadimos mit vier Mitgliedern. Die Koalitionspartner waren die sozialistische PASOK und die konservative ND. Die Wahl von Papadimos zum Übergangs-Premierminister geht nach allgemeiner Meinung auf einen Vorschlag von Karatzaferis zurück, ursprünglich war Filippos Petsalnikos als Übergangs-Premier vorgesehen. Makis Voridis übernahm den Posten des Verkehrsministers, Asterios Rondoulis den des stellvertretenden Ministers für landwirtschaftliche Entwicklung und Ernährung, Georgios Georgiou den des stellvertretenden Verteidigungsministers; Adonis Georgiadis amtierte als stellvertretender Wirtschaftsminister. Am 10. Februar 2012 entzog LA.O.S. der Regierung die Unterstützung, da die Partei nicht länger bereit war, die drastischen Sparauflagen mitzutragen, die von EU, EZB und IWF zur Bedingung für weitere Finanzhilfen gemacht wurden. Makis Voridis und Adonis Georgiadis traten daraufhin zur Nea Dimokratia über.